# Smričani
Smričani är ett samhälle i Bosnien och Hercegovina.   Det ligger i entiteten Federationen Bosnien och Hercegovina, i den sydvästra delen av landet, 110 km väster om huvudstaden Sarajevo. Smričani ligger 744 meter över havet och antalet invånare är 601.
Terrängen runt Smričani är varierad. Närmaste större samhälle är Livno, 6,3 km norr om Smričani. 
Trakten runt Smričani består till största delen av jordbruksmark. Runt Smričani är det ganska tätbefolkat, med 93 invånare per kvadratkilometer.